# Jim Nicholson (Politiker, 1938)

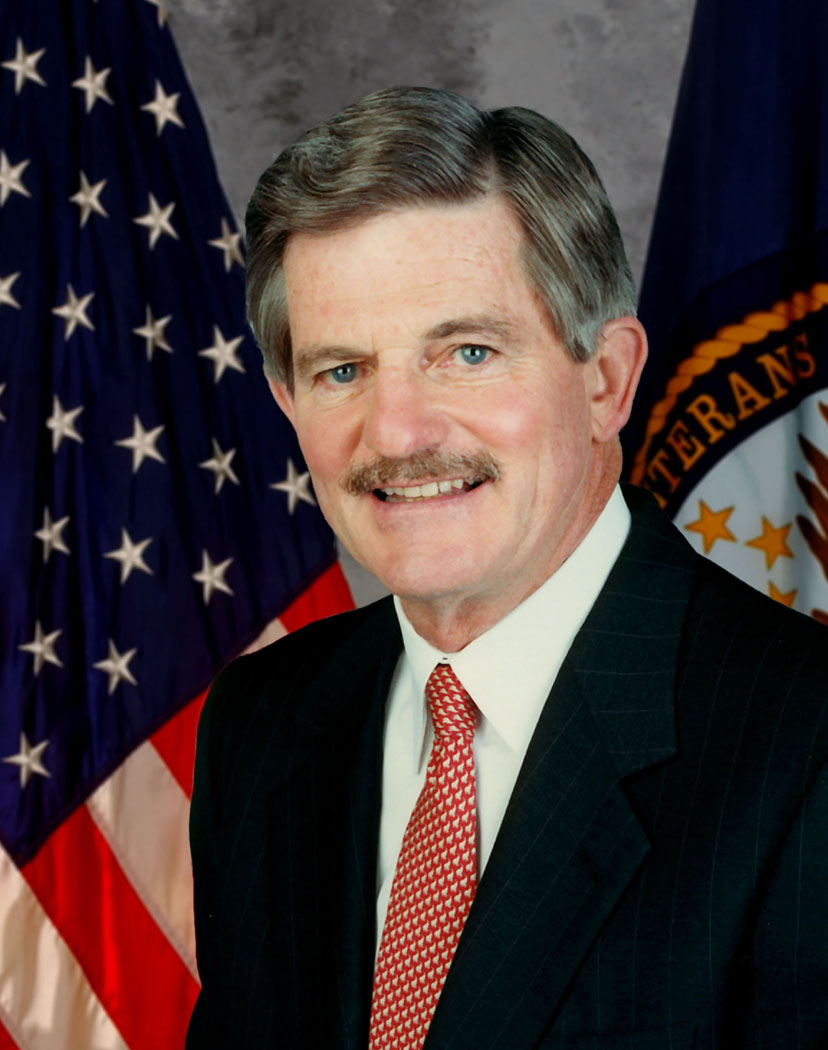
Jim Nicholson (2005)

Robert James „Jim“ Nicholson (* 4. Februar 1938 in Struble, Plymouth County, Iowa) ist ein US-amerikanischer Politiker. Er war in den Jahren 2005 bis 2007 der fünfte Kriegsveteranenminister der Vereinigten Staaten.

## Leben
Nicholson absolvierte 1961 die renommierte United States Military Academy in West Point und diente acht Jahre in der Armee, unter anderem im Vietnamkrieg. Dabei erhielt er mehrere Auszeichnungen, darunter die Meritorious Service Medal. 1991 schied er aus dem Militär mit dem Dienstgrad eines Colonel aus.
Seine politische Karriere begann 1986 als Funktionär bei der Republikanischen Partei in Colorado. In der Zeit von 1997 bis 2001 leitete er als Vorsitzender das Republican National Committee.
Zwischen 2001 und seiner Ernennung zum Kriegsveteranenminister war er der sechste Botschafter der Vereinigten Staaten am Heiligen Stuhl (Vatikan). Während George W. Bushs Amtszeit als US-Präsident trat er am 26. Januar 2005 die Nachfolge von Anthony Principi an und schied zum 1. Oktober 2007 wieder auf eigenen Wunsch aus dem Kabinett aus. Sein Nachfolger wurde James Peake.
Vor seiner politischen Karriere war er Rechtsanwalt in Denver und ab 1978 selbständiger Immobilienmakler (Nicholson Enterprises, Inc.). Nicholson wurde der Master-Grad in Public Policy von der Columbia University verliehen. Ferner absolvierte er ein Studium der Rechtswissenschaften an der University of Denver (1972).
Nicholson ist römisch-katholischen Glaubens. Er ist mit Suzanne Marie Ferrell verheiratet und hat mit ihr drei Kinder.